# ادیت گوفلر
ادیت گوفلر (انگلیسی: Edith Gufler؛ زادهٔ ۶ اوت ۱۹۶۲) ورزشکار ورزش تیراندازی اهل ایتالیا است.
وی در مسابقات کشوری و بین‌المللی در مجموع برندهٔ ۱ مدال نقره شده‌است.